# Смеђоухи вунасти опосум
Смеђоухи вунасти опосум (Caluromys lanatus) врста је сисара из породице опосума (Didelphidae) и истоименог реда Didelphimorphia.

## Распрострањење
Ареал врсте покрива средњи број држава. 
Врста има станиште у Бразилу, Аргентини, Венецуели, Колумбији, Перуу, Еквадору, Боливији, Парагвају и Гвајани.

## Станиште
Станиште врсте су кишне шуме до 2.000 метара надморске висине.

## Угроженост
Ова врста је наведена као последња брига, јер има широко распрострањење и честа је врста.